# Mons, Gard
Mons är en kommun i departementet Gard i regionen Occitanien i södra Frankrike. Kommunen ligger i kantonen Alès-Sud-Est som tillhör arrondissementet Alès. År 2022 hade Mons 1 789 invånare.

## Befolkningsutveckling
Antalet invånare i kommunen Mons
Referens:INSEE